# 寇乃馨
寇乃馨（英文名：Nancy Kou Nai-Hsin，1971年5月22日—)，出生于台湾台北市，台灣主持人，基督徒。曾就读于台北市立第一女子高级中学，並進入國立台灣大學外國語文學系。现在經常担任尾牙及記者會的主持人，号称“尾牙天后”、“活动女王”；也以模仿其他藝人和參演舞台劇為名。
寇之夫婿是音樂人黃國倫。

## 個人生活
- 祖父為基督之家創辦人寇世遠，其父寇紹捷育有三女一子：寇乃馨為長女，次女寇乃儀為景美女中校友，後成為兒童音樂教師，么女為寇乃慈，弟為寇迺祈。著名牧師寇紹恩為其叔父。

- 寇乃馨曾經和中視二台《LKK不要看》製作人、後來的年代電視節目部總監常立欣交往5年，進入訂婚階段，爾後分手。
- 2003年，寇乃馨與黃國倫傳出緋聞，當時黃國倫尚未與前妻離婚；2008年中，兩人關係轉為半公開。2009年3月30日，寇乃馨與黃國倫連袂上節目接受專訪，提及兩人有結婚意願。2009年11月8日，已經由寇乃馨之父母認可後，黃國倫於香港半島酒店向寇乃馨求婚，屈膝唱自創情歌（原唱为张信哲《宽容》专辑里的《真爱一生》，词曲均为黄所写）向她示愛；同年11月17日在以色列耶路撒冷完婚，並且在喜帖上把angel拼成angle。
- 2010年4月，寇乃馨與黃國倫對社會大眾表示已婚，並表示破處感覺很幸福[7]。
- 2017年，寇乃馨協助黃國倫在国家体育场 (北京)舉辦個人演唱會。
- 寇乃馨多次在天津衛視《愛情保衛戰》擔任嘉賓。

## 主持作品

### 電視
| 頻道       | 節目             | 備註                                                     |
| ---------- | ---------------- | -------------------------------------------------------- |
| 中視       | 《歡樂甜甜屋》   | 第二任，與蘇禾主持                                       |
| 中視       | 《來電五十》     | 第二任，與何篤霖主持                                     |
| 中視二台   | 《LKK不要看》    | 第二任                                                   |
| UTV綜合台  | 《遊戲駭客族》   | 與SD太郎（胡龍雲）主持                                   |
| 中天電視   | 《全民大悶鍋》   |                                                          |
| 中天電視   | 《全民最大黨》   | 曾模仿葉宜津、尹馨、李晶玉、陳亭妃、陳珊妮、蔡英文等人物 |
|            | 《寇乃馨三姐妹》 |                                                          |
| 真相新聞網 | 《明辨真相》     |                                                          |
| 八大综合台 | 《誰是大廚師》   |                                                          |
| 華娛衛視   | 《現代美人計》   |                                                          |
| 湖南衛視   | 《非常靠譜》     |                                                          |
|            | 《名醫的餐桌》   |                                                          |

### 廣播
| 頻道       | 節目                 |
| ---------- | -------------------- |
| ETFM聯播網 | 《馨想事成株式會社》 |

## 演出作品

### 舞台劇
| 年份   | 劇名           |
| ------ | -------------- |
| 1999年 | 《歸零》       |
| 1999年 | 《蹺》         |
| 2000年 | 《天使的時間》 |
| 2000年 | 《新白雪公主》 |

### 配音
| 年份   | 片名               | 角色   |
| ------ | ------------------ | ------ |
| 2005年 | 《馬達加斯加》系列 | 河馬莉 |

## 出版作品

### 書籍
| 年份   | 書名                       | 出版社   | ISBN            |
| ------ | -------------------------- | -------- | --------------- |
| 2004年 | 寇乃馨英文寫作一把罩(附CD) | 知識工場 | ISBN 9861271074 |
| 2003年 | 寇乃馨英文文法一把罩(附CD) | 知識工場 | ISBN 9574598675 |
| 2002年 | 寇乃馨英文單字一把罩(附CD) | 知識工場 | ISBN 9574595994 |
| 2002年 | 寇乃馨英文片語一把罩(附CD) | 知識工場 | ISBN 9574596001 |
| 1998年 | 還是處女不奇怪             | 幼獅文化 | ISBN 9579854580 |
| 1998年 | 寇人馨弦：寇乃馨的成長書   | 幼獅文化 | ISBN 9575740564 |

## 資料來源
1. ↑  .   [2009-04-17]. （原始内容存档于2009-08-13）.
2. ↑  .   [2009-04-17]. （原始内容存档于2009-08-13）.
3. ↑  .   [2009-04-17]. （原始内容存档于2009-05-03）.
4. ↑  .   [2009-04-17]. （原始内容存档于2009-06-12）.
5. ↑  .   [2009-04-17]. （原始内容存档于2009-06-08）.
6. ↑  .   [2009-04-17]. （原始内容存档于2009-08-13）.
7. ↑  
蔡維歆,"活動女王抗父命戀失婚男 破處8年收利嘴當賢妻" （页面存档备份，存于）,蘋果日報,2017年9月25日

## 外部連結
- 寇乃馨的新浪微博（简体中文）